# جورجیا پاور
جورجیا پاور (انگلیسی: Georgia Power) شرکت برق آمریکایی است، که در سال ۱۹۴۵ تأسیس شد.